# 파타야 유나이티드 FC
파타야 유나이티드 FC(태국어: สโมสรฟุตบอลพัทยา ยูไนเต็ด, 영어: Pattya United F.C.)는 1989년에 창단된 태국 파타야를 연고지로 하는 축구 클럽으로 현재는 타이 프리미어리그에 참가하고 있다.

## 역대 감독
| 감독   | 임기 |
| ------ | ---- |
| 임종헌 | 2015 |
| 김학철 | 2016 |